# Iowa Corn Indy 250 2009
Iowa Corn Indy 250 2009 var ett race som var den sjunde deltävlingen i IndyCar Series 2009. Racet kördes den 21 juni på Iowa Speedway. Dario Franchitti tog sin andra seger för säsongen, efter att ha passerat Ryan Briscoe i samband med det sista depåstoppet under grönflagg. Scott Dixon tappade mark i mästerskapet, men hade tur som räddade en femteplats, efter en kollision med Hélio Castroneves. Dixon fick punktering, men klarade av att ta sig till depån, men kunde inte hänga med toppen varvtidsmässigt, på grund av aerodynamiska skador på bilen. Castroneves slutade sjua, medan Dixon blev femma.

## Slutresultat
| Plats | Förare            | Team                     | Grid |
| ----- | ----------------- | ------------------------ | ---- |
| 1     | Dario Franchitti  | Chip Ganassi Racing      | 4    |
| 2     | Ryan Briscoe      | Team Penske              | 2    |
| 3     | Hideki Mutoh      | Andretti Green Racing    | 11   |
| 4     | Dan Wheldon       | Panther Racing           | 6    |
| 5     | Scott Dixon       | Chip Ganassi Racing      | 3    |
| 6     | Tomas Scheckter   | Dreyer & Reinbold Racing | 16   |
| 7     | Hélio Castroneves | Team Penske              | 1    |
| 8     | Mike Conway       | Dreyer & Reinbold Racing | 19   |
| 9     | Danica Patrick    | Andretti Green Racing    | 5    |
| 10    | Ed Carpenter      | Vision Racing            | 13   |
| 11    | Graham Rahal      | Newman/Haas Racing       | 9    |
| 12    | Marco Andretti    | Andretti Green Racing    | 8    |
| 13    | Jaques Lazier     | Team 3G                  | 20   |
| 14    | Tony Kanaan       | Andretti Green Racing    | 7    |
| 15    | Robert Doornbos   | Newman/Haas Racing       | 14   |
| 16    | Raphael Matos     | Luczo Dragon Racing      | 12   |
| 17    | Mário Moraes      | KV Racing Technology     | 15   |
| 18    | Justin Wilson     | Dale Coyne Racing        | 10   |
| 19    | Ryan Hunter-Reay  | A.J. Foyt Enterprises    | 17   |
| 20    | Ernesto Viso      | HVM Racing               | 18   |